# Wim Klerks
Wim Klerks (Nieuwe Wetering, 8 januari 1970) was chef-kok bij restaurant Les Jumeaux te Bennebroek en winnaar van de Bocuse d'Or Nederland 2008, de prijs voor beste kok van Nederland.
In juli 2008, in Stavanger - Noorwegen, vertegenwoordigde Klerks Nederland tussen topkoks uit 19 andere landen en behaalde een van de 12 finale plaatsen in 2009 in Lyon waar de beste kok van de wereld gekozen zal worden.
Vanaf januari 2013 is hij eigenaar/chef kok van restaurant en evenementenlocatie Tussen Kaag &  Braassem in Nieuwe Wetering.